# Hiraizumi
Hiraizumi (jap. 平泉町 Hiraizumi-chō) – miasto w Japonii, na wyspie Honsiu, w prefekturze Iwate. Według danych na rok 2020 miejscowość zamieszkiwało 7 252 mieszkańców , a gęstość zaludnienia wyniosła 114,4 os./km².